# Somersham (Suffolk)
Somersham – wieś w Anglii, w hrabstwie Suffolk, w dystrykcie Mid Suffolk. Leży 9 km na północny zachód od miasta Ipswich i 105 km na północny wschód od Londynu. Miejscowość liczy 710 mieszkańców.